# Daft Club
Daft Club är ett remixalbum av Daft Punk, utgivet den 1 december 2003.

## Låtlista
1. "Ouverture"
2. "Aerodynamic" (Daft Punk Remix)
3. "Harder, Better, Faster, Stronger" (The Neptunes Remix)
4. "Face to Face" (Cosmo Vitelli Remix)
5. "Phoenix" (Basement Jaxx Remix)
6. "Digital Love" (Boris Dlugosch Remix)
7. "Harder, Better, Faster, Stronger" (Jess & Crabbe Remix)
8. "Face to Face" (Demon Remix)
9. "Crescendolls" (Laidback Luke Remix)
10. "Aerodynamic" (Slum Village Remix)
11. "Too Long" (Gonzales Version)
12. "Aerodynamite"
13. "One More Time" (Romanthony's Unplugged)
14. "Something About Us" (Love Theme from Interstella 5555)